# Хаанья (природный парк)
Ха́анья (эст. Haanja looduspark) — природный парк (ландшафтный заказник) в уезде Вырумаа, имеет несколько анклавов в пределах волостей в волостях Хаанья, Ласва, Рыуге, Вастселийна и Выру. Его площадь в 2017 году составляла 16 903 гектара, которая подразделяется территория делится на пять зон ограниченного доступа и на 14 зон целевой охраны. Порядка 10 % площади (1132 га) заповедника занимает зона целенаправленной защиты с более строгим режимом охраны видов.

## История и география
Природоохранные меры на данной одноимённой возвышенности были приняты в 1957 году, когда были защищены Великие Мунамяги, Валламяги с озерами и другими близлежащими районами. Позже, в 1997 году, ландшафтный заповедник Хаанья площадью 9200 гектаров был создан для лучшей защиты ландшафта возвышенности Хаанья и её уникальной природы. К наиболее привлекательным природным объектам в природном парке относятся каньон Хинни, вышка Ообикуорг (Ööbikuorg), долина Рыуге (Rõuge Ürgorg), плотина Синисилла (Sinisilla tamm) и многие озера (Андрюярв, Куудаярв, Вихтлаярв, Васиярв, Лухтеярв, Хайнъярв, Аласъярв, Кюлаярв и Пуустусъярв). К находящимся под особой охраной видам птиц: относятся коростель, жулан обыкновенный, чёрный аист, малый подорлик и трёхпалый дятел.